# زهرة التفاسير
زهرة التفاسير هو كتاب تفسير للقرآن من تأليف الإمام محمد أبو زهرة، لم يكمله حيث توفي قبل إتمامه، وصل في تفسيره إلى الآية 73 من سورة النمل.